# Kachina Chasma

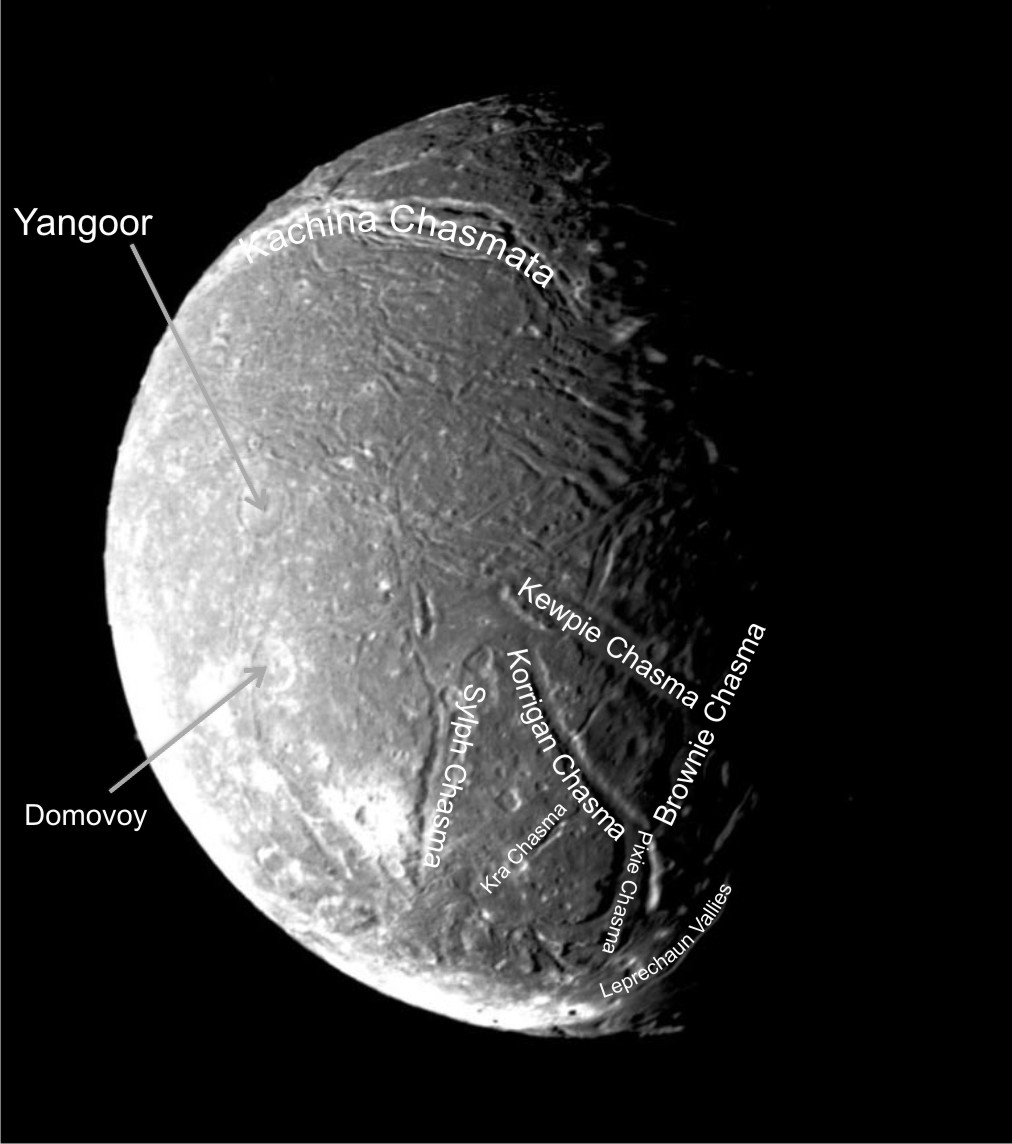
Image d'Ariel prise par Voyager 2. Kachina Chasma peut être vue dans la partie supérieure de l'image.

Kachina Chasma (ou Kachina Chasmata) est le plus long canyon à la surface de la lune uranienne Ariel nommée selon l'esprit Kachina dans la mythologie des indiens Hopis. Chasmata est un système de failles normales de 622 km de long et de 50 km de large, courant du nord-ouest au sud-est. La bordure des failles a laissé en contrebas des blocs issus de la croute nommés graben. Les canyons coupent des terrains cratérisés, ce qui indique qu'ils se sont formés lors d'un épisode relativement avancé de l'évolution de la lune, quand l'intérieur d'Ariel s'est étendu et que sa croûte de glace s'est déformée en conséquence, en craquant. Le sol de la Chasma Kachina n'était pas visible sur les images obtenues par la sonde Voyager 2 en janvier 1986. Aussi, il n'a pas pu être déterminé si la surface de la formation géologique était couverte par des plaines lisses comme celles des graben d'Ariel.
Durant le survol de Voyager 2 en 1986, l'hémisphère nord d'Ariel tournait le dos au soleil, car la sonde est arrivée durant le solstice d'Uranus. Néanmoins les scientifiques purent détecter quelques détails dans l'hémisphère sombre, en utilisant des techniques de traitement des images avancées. Ce fut possible car le satellite était encore partiellement éclairé par la lumière réfléchie par Uranus. Les analyses de ces images ont révélé la continuation de Kachina Chasmata dans l'hémisphère sombre, peut-être autant que sur la partie opposée. Comme la longueur totale de Kachina Chasmata semble être de 1 800 à 2 200 km, il pourrait être similaire à Ithaca Chasma sur Tethys.